# Xanthoparmelia barbatica
Xanthoparmelia barbatica är en lavart som först beskrevs av Elix, och fick sitt nu gällande namn av Egan. Xanthoparmelia barbatica ingår i släktet Xanthoparmelia och familjen Parmeliaceae.   Inga underarter finns listade i Catalogue of Life.